# Tōhōkai
Die Tōhōkai (jap. 東方会 englisch Society of the East) war eine faschistische politische Partei in Japan, die in den 1930er und frühen 1940er Jahren aktiv war. Ihr Ursprung liegt in der rechtsgerichteten politischen Organisation Kokumin Domei, die 1933 von Adachi Kenzō gegründet wurde und sich für den Staatssozialismus einsetzte. 1936 widersprach Nakano Seigō Adachi in politischen Fragen und bildete eine eigene Gruppe, die er Tōhōkai nannte.

## Ideologie und Entwicklung
Inspiriert von den Schriften des ultranationalistischen Philosophen Kita Ikki befürwortete Nakano die nationale Reform mit parlamentarischen Mitteln und nicht durch einen Militärputsch. Nakano wandte sich an die nationalsozialistische Bewegung von Adolf Hitler und die faschistische Bewegung von Benito Mussolini als Beispiele dafür, wie radikale rechtsgerichtete politische Bewegungen, die sich für den Korporatismus einsetzen, erfolgreich eine parlamentarische Demokratie übernehmen könnten. Die Tōhōkai nutzte viele der Merkmale der von ihr nachgebildeten europäischen Bewegungen, darunter das Tragen von schwarzen Hemden mit Armbändern (mit dem japanischen Schriftzeichen für Osten) und die Durchführung von Massenkundgebungen.
Das Programm von Tōhōkai war jedoch keine vollständige Kopie der westlichen Modelle, da die Gruppe auch von einer tiefen Bewunderung für Saigō Takamori und die Satsuma-Rebellion angetrieben wurde und einen stark monarchistisches Wesen hatte. Die Tōhōkai befürwortete auch eine Wirtschaftspolitik, die sie als Sozialnationalismus bezeichnete, die eigentlich von den Ideen der britischen Fabian Society und nicht vom Faschismus beeinflusst wurde. Die Gruppe war auch ein stark imperialistisch, wobei Nakano vorschlug, dass Japan einen Weg durch Singapur zum Persischen Golf bahnen sollte, um sich direkt mit Nazi-Deutschland zu verbinden. Tōhōkai gewann ein wenig an Popularität und hielt in ihrer Glanzzeit 1937 elf Sitze im Kokkai.
1939 nahm die Partei Fusionsverhandlungen mit Shakai Taishuto auf, einer gemäßigten linken Partei, die von den sozialistischen Elementen der Tōhōkai-Politik angezogen wurde. Letztendlich brachen die Gespräche jedoch zusammen, sowohl weil Nakano darauf bestand, die fusionierte Partei zu führen, als auch weil viele Mitglieder des Shakai Taishuto Tōhōkai für eine faschistische Partei hielten.

## Fusion und Verfall
Im Oktober 1940 fusionierte die Tōhōkai jedoch zur Taisei Yokusankai als Teil von Konoe Fumimaros Bemühungen, einen Einparteienstaat zu schaffen. 1941 löste sie sich auf, da man empfand, dass Konoe die von ihnen gewünschte totalitäre Staatspartei im europäischen Stil nicht gegründet hatte. Infolgedessen durfte die Tōhōkai bei den Parlamentswahlen 1942 46 Kandidaten aufstellen. Sieben Mitglieder der Partei wurden wiedergewählt und Nakano setzte seine Arbeit als Kritiker der Regierung fort und beschimpfte Konoe und Hideki Tojo, weil sie den Weg von Adolf Hitler nicht konsequenter gegangen waren.
Im Oktober 1943 wurde Nakano zusammen mit 39 anderen Mitgliedern der Gruppe verhaftet, weil sie eine Verschwörung zum Sturz des Regimes Tōjō geplant hatten, und beging in der Nacht nach der Entlassung auf Kaution unter mysteriösen Umständen Selbstmord. Wie bei vielen ähnlichen Bewegungen, die auf einem einzigen charismatischen Führer basieren, löste sich die Tōhōkai nach dem Tod von Nakano weitgehend auf und wurde am 23. März 1944 offiziell aufgelöst. Sie wurde 1945 von den amerikanischen Besatzungsbehörden offiziell verboten.

## Vermächtnis
Nach der Besetzung Japans wurde die Tōhōkai von ehemaligen Mitgliedern wiederbelebt und ist heute eine kleine ultranationalistische Gruppe mit Sitz in Kurume, Präfektur Fukuoka. Die National Socialist Japanese Workers and Welfare Party behauptet auch, ein Nachfolger der Tōhōkai zu sein und verwendet manchmal ihre Symbole.